# Золка (посёлок)
Зо́лка — посёлок в Кировском районе (городском округе) Ставропольского края Российской Федерации.

## География
Расстояние до краевого центра: 181 км. Расстояние до районного центра: 24 км.

## История
До 1 мая 2017 года посёлок входил в упразднённый Комсомольский сельсовет.

## Население
| 1989 | 2002 | 2010 | 2014 |
| ---- | ---- | ---- | ---- |
| 414  | ↘389 | ↘368 | ↗400 |

По данным переписи 2002 года, 82 % населения — русские.

## Инфраструктура
Медицинскую помощь оказывает фельдшерско-акушерский пункт.